# Wyspy Cooka na Letnich Igrzyskach Olimpijskich 2000
Reprezentacja Wysp Cooka na Letnich Igrzyskach Olimpijskich 2000 w Sydney liczyła dwoje zawodników – jednego mężczyznę i jedną kobietę. Wystartowali oni w dwóch dyscyplinach: lekkoatletyce oraz w żeglarstwie.

## Wyniki reprezentantów Wysp Cooka

### lekkoatletyka
- Teina Teiti – 100 m odpadł w 1. rundzie, 7. miejsce[2]

### Żeglarstwo
- Turia Vogel – windsurfing – 20. miejsce[3]